# Madge Gill
Pour les articles homonymes, voir Gill.
Madge Gill, née en 1882 à Londres et morte en 1961 à Londres, est une peintre-médium britannique.
L'ampleur de son œuvre la place parmi les plus emblématiques créateurs d'Art brut et médiumnique.

## Biographie
Née enfant illégitime à East Ham (Londres) en 1882, elle est cachée par sa tante et sa mère jusqu'à ses 9 ans, où elle est alors placée en orphelinat.
Après un séjour au Canada où elle travaille dans une ferme, elle revient à Londres à 18 ans, où elle travaille comme infirmière. Habitant avec sa tante, cette dernière l'initie à l'Astrologie et surtout au Spiritisme.
En 1907, elle épouse son cousin avec qui elle aura trois fils et surtout une petite fille mort-née, ce qui manque de l'emporter elle aussi : elle reste alitée plusieurs mois et perd l'usage de son œil gauche. En retrouvant la santé, elle se plonge dans une œuvre médiumnique remarquable, qu'elle va poursuivre les 40 années suivantes.
En 1958, à la suite de la mort de son premier fils, elle se met à boire et arrête totalement le dessin. Ce n'est qu'après sa mort, en 1961, que l'on découvre l'ampleur de son travail : des centaines de dessins (dont certains atteignant plusieurs mètres de long) sont retrouvés dans sa maison. Madge n'eut jamais aucun intérêt à exposer ses dessins dans des galeries commerciales et si besoin mettait des prix extravagants afin d'éviter de les vendre.A sa mort on découvrit des milliers de dessins rangés dans des placards et sous les lits et son fils Laurie en donna près de 2000 au borough londonien de Newham (actuellement East Ham Borough Council).

## Son œuvre
L’artiste Madge Gill s’inscrit dans le courant artistique de l'Art médiumnique. Les artistes de ce courant se laissent inspirer par des contacts du monde spirituel et des hallucinations. Madge Gill est incitée à créer des œuvres d’art par une force extraterrestre qu’elle appelle Myrninerest, ce qui est supposé d’être dérivé de My inner Rest (ma paix intérieure). L’artiste anglaise n’était pas intéressée à la notoriété, la fabrication de ses œuvres d’art avait un but thérapeutique afin de digérer quelques expériences traumatiques.
Elle commence sa carrière artistique par la broderie, le tricot et le piano mais produira plus tard ses dessins célèbres à l’encre noir ou coloré. Elle travaillait la nuit, très faiblement éclairée, rapidement, de manière quasiment hallucinée. L’artiste dessinait des compositions complexes caractérisées par la répétition d’une figure féminine portant un chapeau (que l'on a pu interpréter comme des autoportraits ou des représentations de sa fille disparue) entourée par un enchevêtrement vertigineux d'ornementations instinctives. Ses créations varient en taille et en support, de la taille d’une carte postale jusqu’à un canvas d’onze mètres de longueur, de l'encre de chine sur papier ou sur calicot à la broderie ou à la tapisserie.
L'œuvre de Madge Gill est représentée dans de nombreux musées et collections publiques dont la  collection de l'art brut à Lausanne, le  Centre Pompidou-musée national d'art moderne de Paris, le Folk Art Museum de New York, le  Lille Métropole Musée d'Art moderne, d'Art contemporain et d'Art brut à Villeneuve d'Ascq, l' Albertina  Museum de Vienne,, le musée de la création franche à Bégles-Bordeaux, le musée d'art brut de Montpellier et le IMMA | Irish Museum of Modern Art de Dublin, le Milwaukee Art Museum, le Musée du Docteur Guislain à Gand, ainsi que dans nombreuses collections privées, dans la collection ABCD à Paris, la  collection Treger-Saint Silvestre au Portugal, la collection Eternod-Mermod  à Lausanne,,dans la Collection Charlotte Zander à Bönnigheim, dans la collection Anthony Petullo à Milwaukee, ou la collection de Korine et Max E. Ammann à Berne.
L'œuvre de Madge Gill est de plus en plus internationalement reconnue suite aux importantes expositions au  Centre national d'art et de culture Georges-Pompidou, au Grand Palais, à la Wallace Collection de Londres, au Power Station of Art à Shanghai, à la  Villa Medici à Rome ainsi qu'à la publication en 2017 d'une biographie en français aux éditions Ides et Calandes, et en 2019 d'une importante biographie en anglais,
Madge Gill aura plus tard une grande influence sur le mouvement surréaliste par sa création de façon automatique, libéré de toute convention sociétale.
L'un de ses chefs-d'œuvre est une robe, que l'on peut voir à la Collection de l'art brut de Lausanne.
L'inscription de Madge Gill "Eternity has no door of escape" (l'éternité n'a pas d'issue de secours) donna le titre a un livre et une exposition, en 2001 à la Galleria dell Gottardo à Lugano et en 2018 a un film d'Arthur Borgnis.

## Expositions personnelles
- Collection de l'art brut, Lausanne, 1978 (catalogue) Madge Gill, Whitechapel Gallery, London, 1982[34]
- William Morris Gallery, Walthamstow, 2019 (publication)[35]
- Museo National d'art de Catalunya, "La mà guiada", Barcelone, 2023, (avec  Josefa Tolrà)[36]

## Expositions collectives
- East End Academy, Londres, 1930, 1942 et 1947[37]
- Whitechapel Gallery, Londres 1932 et 1939[38]
- Wallace Collection, London, "Artists Aid Russia",1942[39]
- East Ham Town Hall, London, Exhibition of drawings bequeathed to Newham by Laurie Gill, East Ham Town Hall, London, 1969[40]
- Canterbury, Mediumistic Drawings Slater Art Gallery, Canterbury, 1972
- Washington State University "A selection from the Newham Collection at Washington State University" 1974
- Galerie YVY, Genève[41]
- Folkestone, Arts Centre, New Metropole, 1976
- Leeds Playhouse, Drawings by Madge Gill, Leeds Playhouse, 1976
- Musée d'art moderne, "les singuliers de l'art" Paris, 1978 (catalogue)[42]
- Rosa Esman Gallery, "European Outsiders", New York 1986[43]
- Dubuffet & Art Brut, Peggy Guggenheim Collection, Venise
- Arnolfini, International Center for Contemporary Arts, "In another world", Bristol, 1988[44]
- Cornerhouse "In another world" Manchester, 1988[45]
- Parson School of Design, "Portait from the outside", New York, 1990 (publication)[46]
- Los Angeles County Museum, Los Angeles, "Parallel Visions", 1992, (catalogue)[47]
- Museo National Reina Sofia, "Parallel Visions" Madrid, 1993 (catalogue)[48]
- Kunsthalle, Basel, 1993 (catalogue)[49]
- Setagaya Art Museum, Tokyo, 1993, (catalogue)[50]
- Musée de la Création Franche, "collection Eternod-Mermod", Bègles-Bordeaux, 1997, (catalogue)[51]
- Irish Museum of Modern Art, "Art Unsolved The Musgrave Kinley Outsider Art Collection" Dublin, (catalogue) 1998[52]
- Castello Visconteo, Pavie, "Figure dell’anima. Arte irregolare in Europa", 1998
- Palazzo Ducale, Gênes, "Figure dell’anima. Arte irregolare in Europa", 1998
- Halle Saint-Pierre, "Art Spirite Mediumnique Visionnaire Messages D’Outre-Monde", Paris, 1999 (catalogue)[53]
- Kunstmuseum Malmö, "Solitärer. Sarlingskonst fran Samling Eternod - Mermod", Malmö, 2000 (catalogue)[54]
- Waldemarsudde Museum, "Solitärer. Sarlingskonst fran Samling Eternod - Mermod," Stockholm, 2001. (catalogue)[55]
- Tate Britain, " Outsider Art", London, 2006[56]
- Halle Saint-Pierre, Paris, "Raw vision, 25 ans d'art brut", 2013[57],[58]
- Caboches. Galerie du marché, Lausanne, 2011[59]
- Weltensammler. Kunstmuseum Thurgau, 2011 (Catalogue)
- Amicalement brut, collection Eternod-Mermod. LaM – Lille Métropole, musée d’art moderne, d’art contemporain et d’art brut, Lille-Villeneuve-d'Ascq, 2011 (Catalogue)
- Palais idéal du facteur Cheval, Hauterives, "Elévation, hommage des collectionneur Bruno Decharme & Antoine de Galbert à Joseph Ferdinand Cheval", 2015[60]
- American Folk Art, New York "Art Brut in America : the Incursion of Jean Dubuffet", 2019[61],[62]

- "Flying High, Künstlerinnen der Art Brut" Bank Austria Kunstforum, Wien, 2019[63]
- Kunsthalle Zurich, "Biennale", 2023[64]
- Villa Medici  "Epopées Célestes" 2024[65]'
- Biennale de Venise, Padiglione Centrale, Venise, 2024[66],[67],[68]
- Wallace Collection , "Grayson Perry: Delusions of Grandeur" 2025[69],[70]
- Tokyo Shibuya Koen-dori Gallery, Museum of Contemporary Art Tokyo, Tokyo[71], 2025
- 25 ans de plaisir. Galerie du Marché, Lausanne, 2025[72]
- Power Station of Art, Shangai, "A Walk on the Wild Side: Artworks from the Collection de l’Art Brut and Elsewhere", 2025, (catalogue)[73]
- Le Grand Palais, Paris, "Art Brut, dans l'intimité d'une collection", la donation Decharme au centre Pompidou, 2025[74],[75]

Madge Gill - « Myrninnerest », dessins à l'encre.
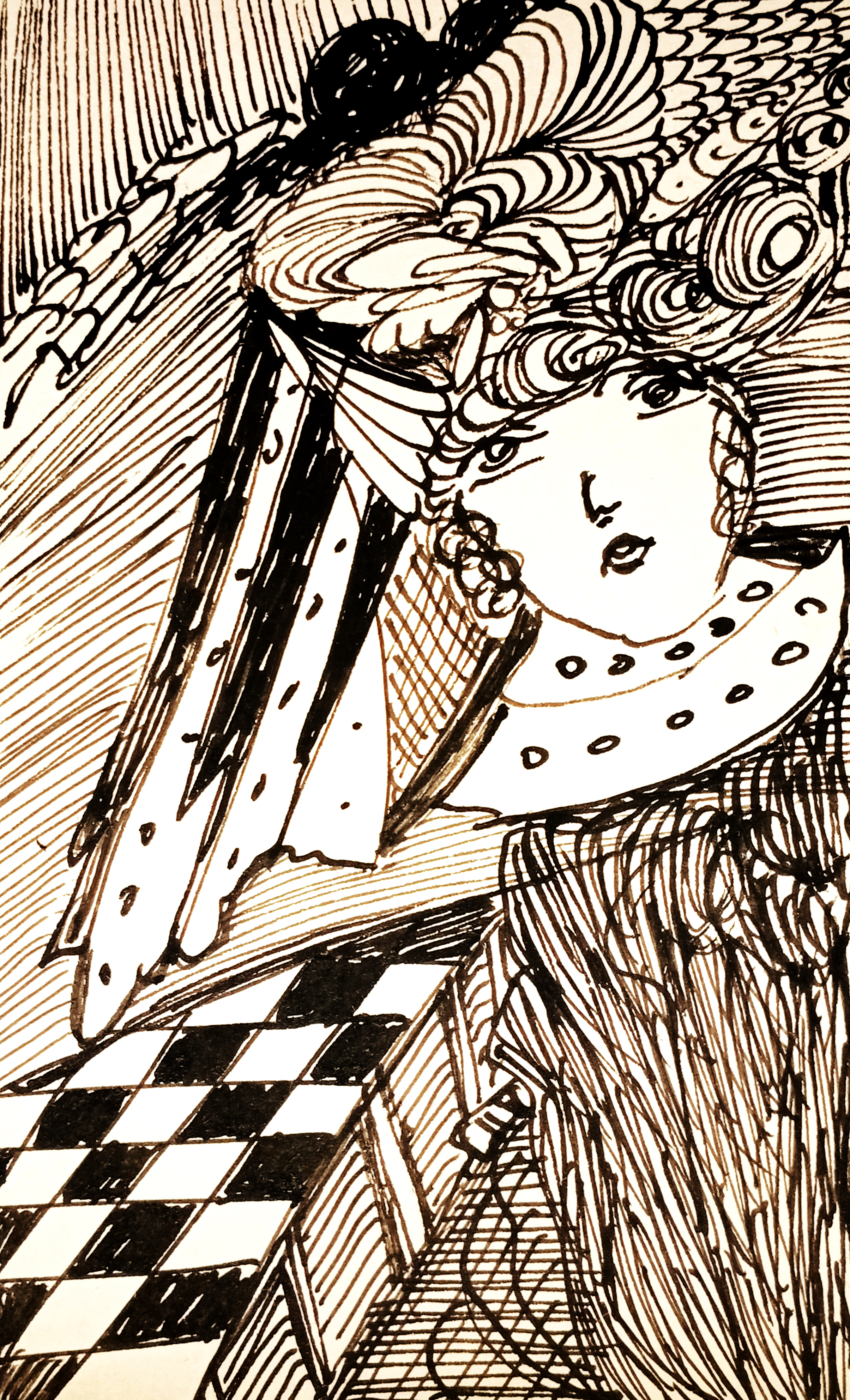
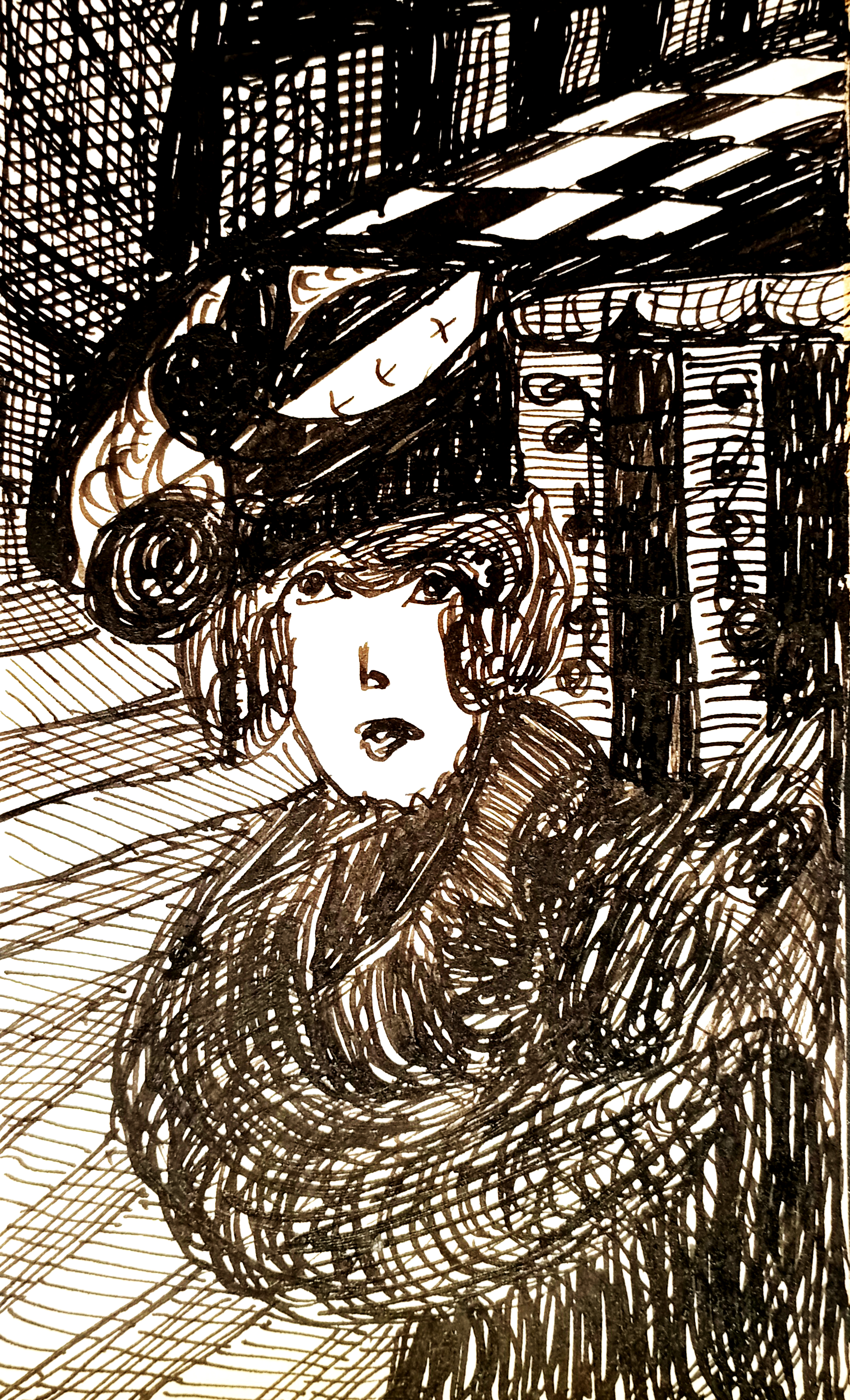
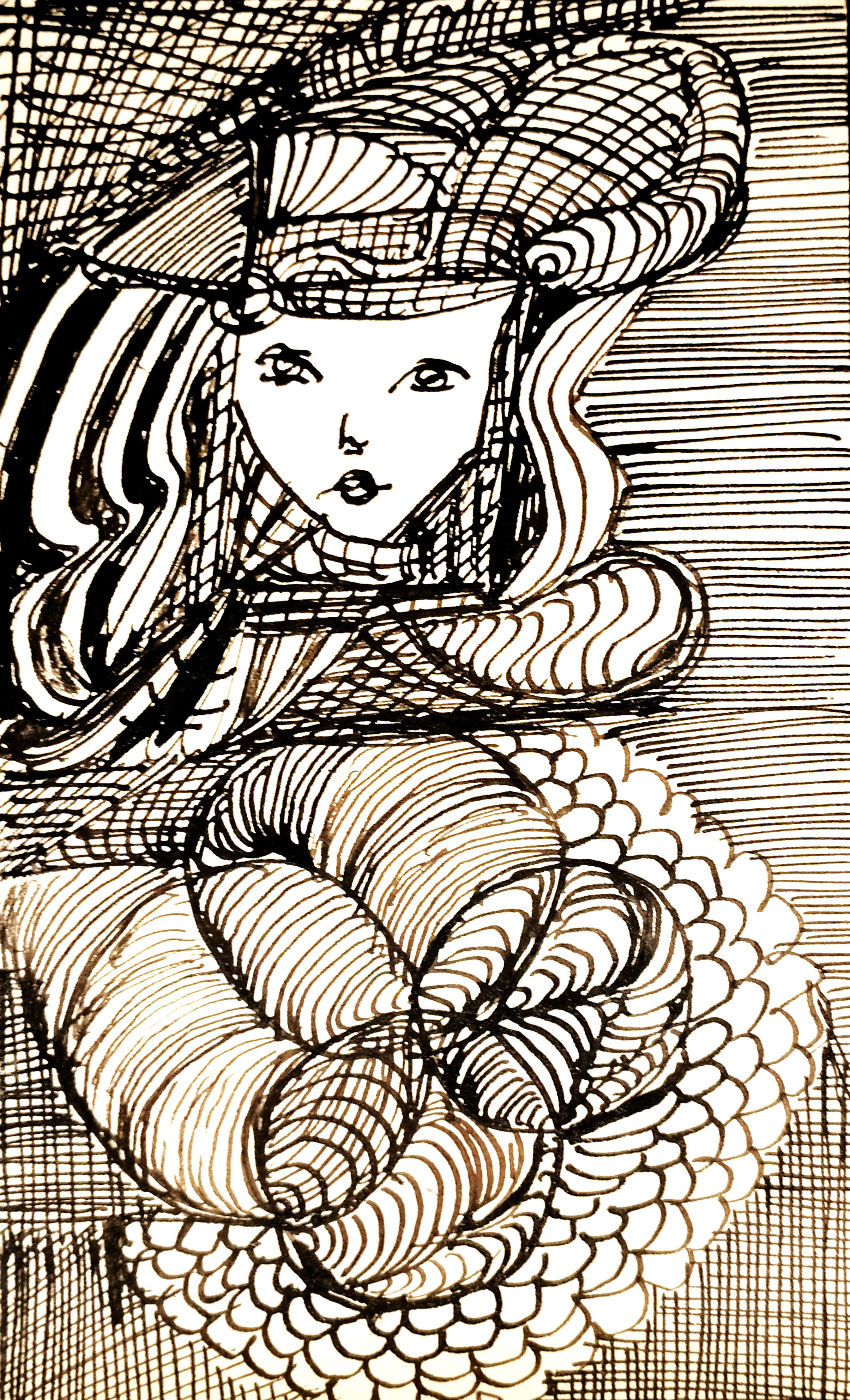
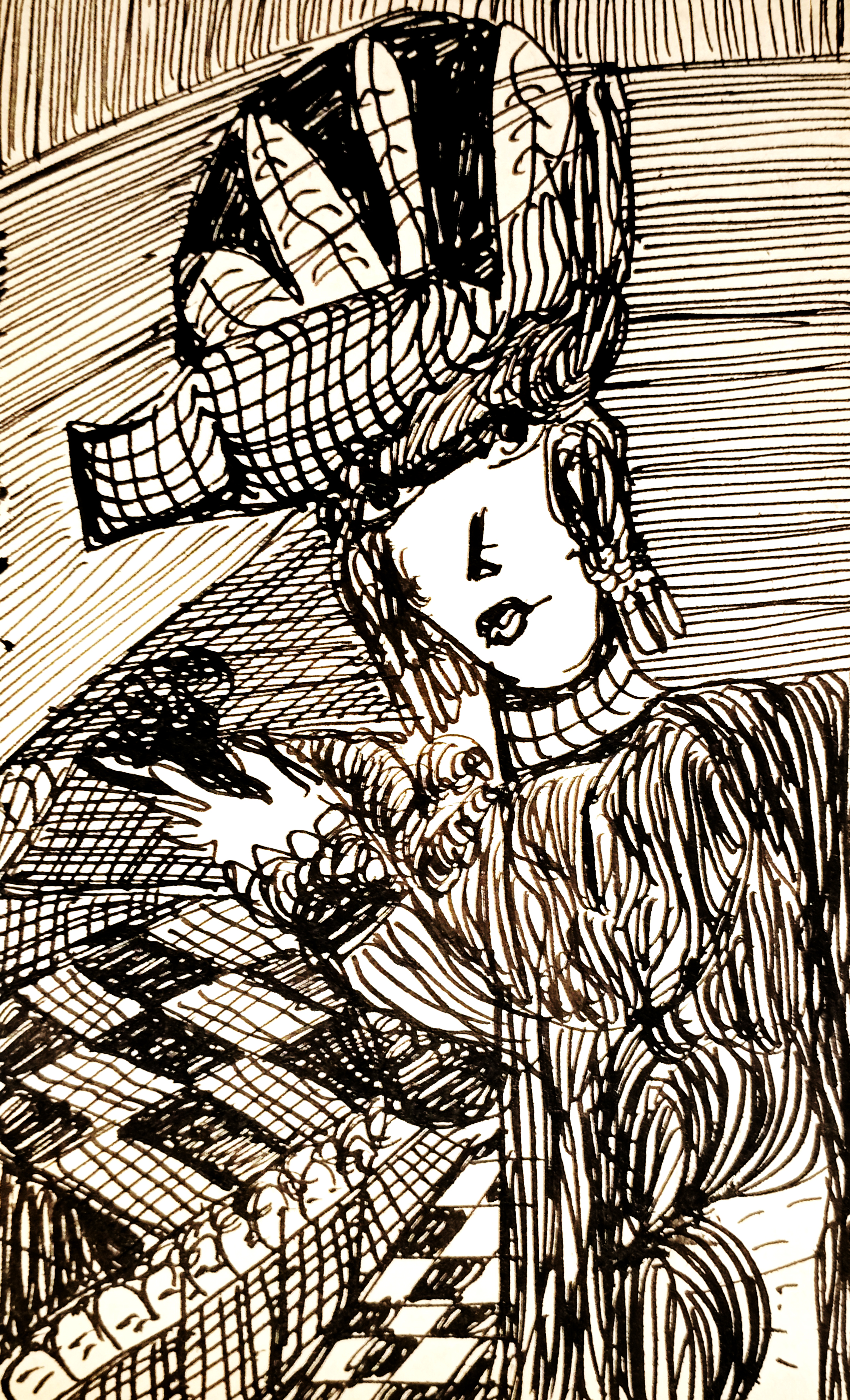

### Discographie
En 2005, l'artiste Ikue Mori a composé l'album Myrninerest en hommage à Madge Gill (coll. « Tzadik » - Label Orkhestra)